# داني جونسون (لاعب كرة قدم أمريكية)
داني جونسون (بالإنجليزية: Danny Johnson)‏ هو لاعب كرة قدم أمريكية أمريكي، ولد في 17 نوفمبر 1995 في جاكسون في الولايات المتحدة.

## وصلات خارجية
- داني جونسون على موقع مرجع كرة القدم المحترفة.كوم (الإنجليزية)